# Cenosarco

Diagramma che mostra un polipo di corallo, il suo corallite, il cenosarco e il cenosteo

Il cenosarco , detto anche cenenchina o cenosoma, è quella parte di tessuto molle vivente che ricopre la massa scheletrica, detta cormo, degli antozoi e degli idrozoi, collegando i singoli polipi di quella stessa colonia, le cui cavità celenteriche sono tra loro in connessione tramite un sistema tubolare.